# Notommoides
Notommoides este un gen de muște din familia Tephritidae.

Cladograma conform Catalogue of Life:
| Notommoides | \| \| Notommoides albida \| \| \| \| \| \| Notommoides pallidiseta \| \| \| \| |
|             | \| \| Notommoides albida \| \| \| \| \| \| Notommoides pallidiseta \| \| \| \| |
|             | Notommoides albida                                                             |
|             |                                                                                |
|             | Notommoides pallidiseta                                                        |
|             |                                                                                |